# Tim Daggett
Timothy Patrick „Tim“ Daggett (* 22. Mai 1962 in Springfield) ist ein ehemaliger US-amerikanischer Kunstturner.

## Karriere
Daggett wurde 1984 mit der Mannschaft der UCLA Bruins NCAA-Meister im Mannschaftsmehrkampf. Zudem gewann er Einzeltitel an den Ringen, am Pauschenpferd und am Barren, im Einzelmehrkampf wurde er Zweiter. Im selben Jahr nahm er an den Olympischen Spielen in Los Angeles teil. Dort gewann er mit dem US-Team die Goldmedaille im Mannschaftsmehrkampf. Im Einzelmehrkampf belegte er in der Qualifikation Rang acht, verpasste jedoch das Finale, da pro Nation nur drei Turner zugelassen waren und er als viertbester US-Amerikaner gewertet wurde. Am Pauschenpferd gewann er die Bronzemedaille.
1986 schloss Daggett sein Psychologiestudium an der University of California ab. Bei den Panamerikanischen Spielen 1987 in Indianapolis gewann er mit der US-Mannschaft Gold im Mannschaftsmehrkampf sowie Gold am Pauschenpferd und Bronze im Einzelmehrkampf.
Nach dem Ende seiner aktiven Laufbahn eröffnete Daggett 1990 eine Turnanlage in Agawam und war fortan als Trainer tätig. Zudem arbeitete er als Fernsehexperte für Turnen beim US-Sender NBC. 2005 hatte er einen Cameo-Auftritt im Film Rebell in Turnschuhen.